# Công Congo
Công Congo, tên khoa học Afropavo congensis, là một loài công. Con trống có chiều dài lên đến 64–70 cm (25–28 in). Lông của nó màu xanh đậm với ánh xanh lá cây và tím kim loại.
Rất ít thông tin về loài này. Nó lần đầu tiên được ghi nhận là một loài vào năm 1936, Tiến sĩ James Chapin dựa trên hai mẫu vật nhồi bông tại Bảo tàng Congo ở Bỉ. Nó có đặc tính của cả công và gà sao, có thể chỉ ra rằng công congo là một liên kết giữa hai họ.
Do liên tục sống bị mất môi trường, quy mô dân số nhỏ và săn bắn trong một số lĩnh vực, nó được đánh giá là sắp nguy cấp trên sách đỏ của IUCN về các loài bị đe dọa.

## Bộ sưu tập

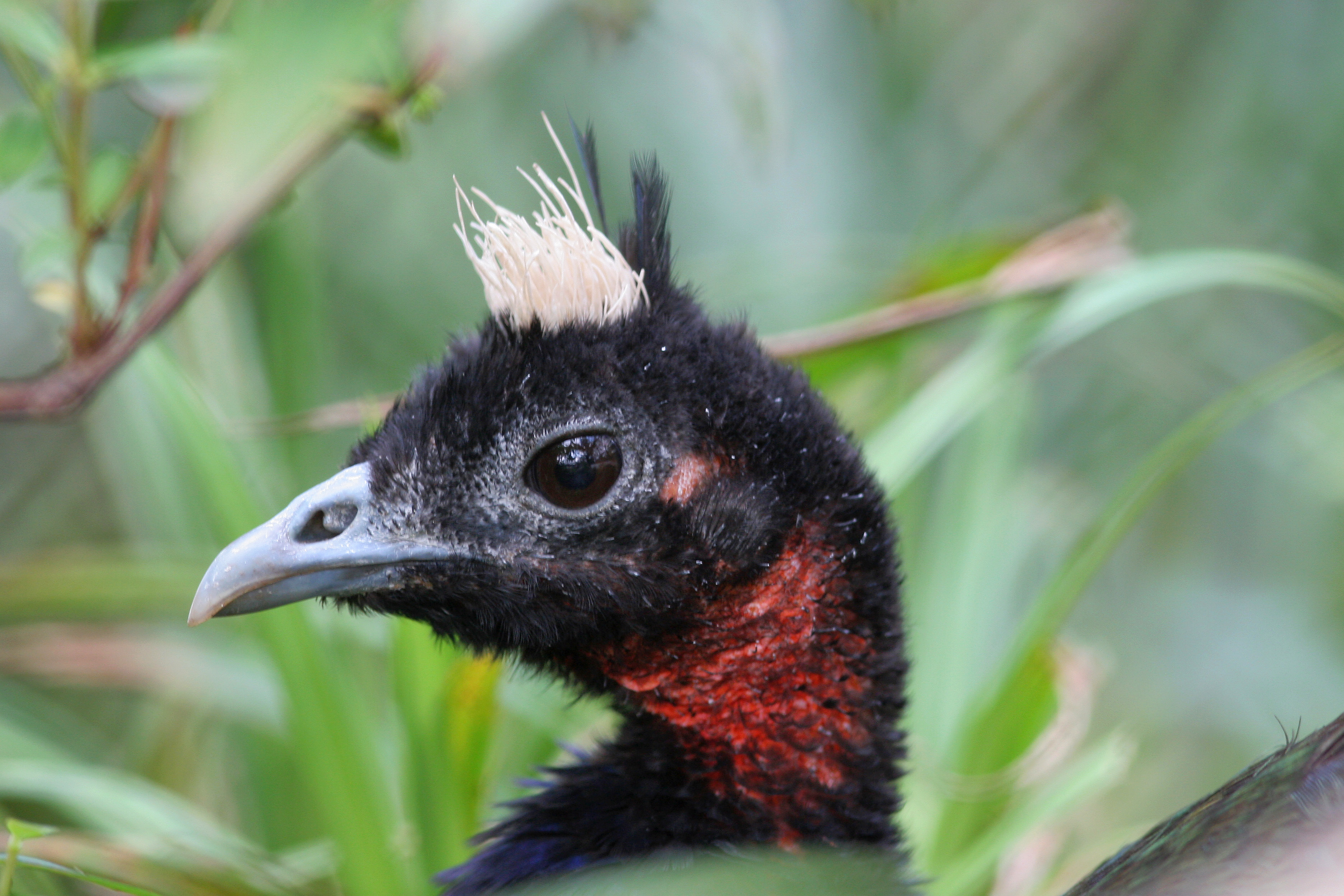
Phần trên của con trống
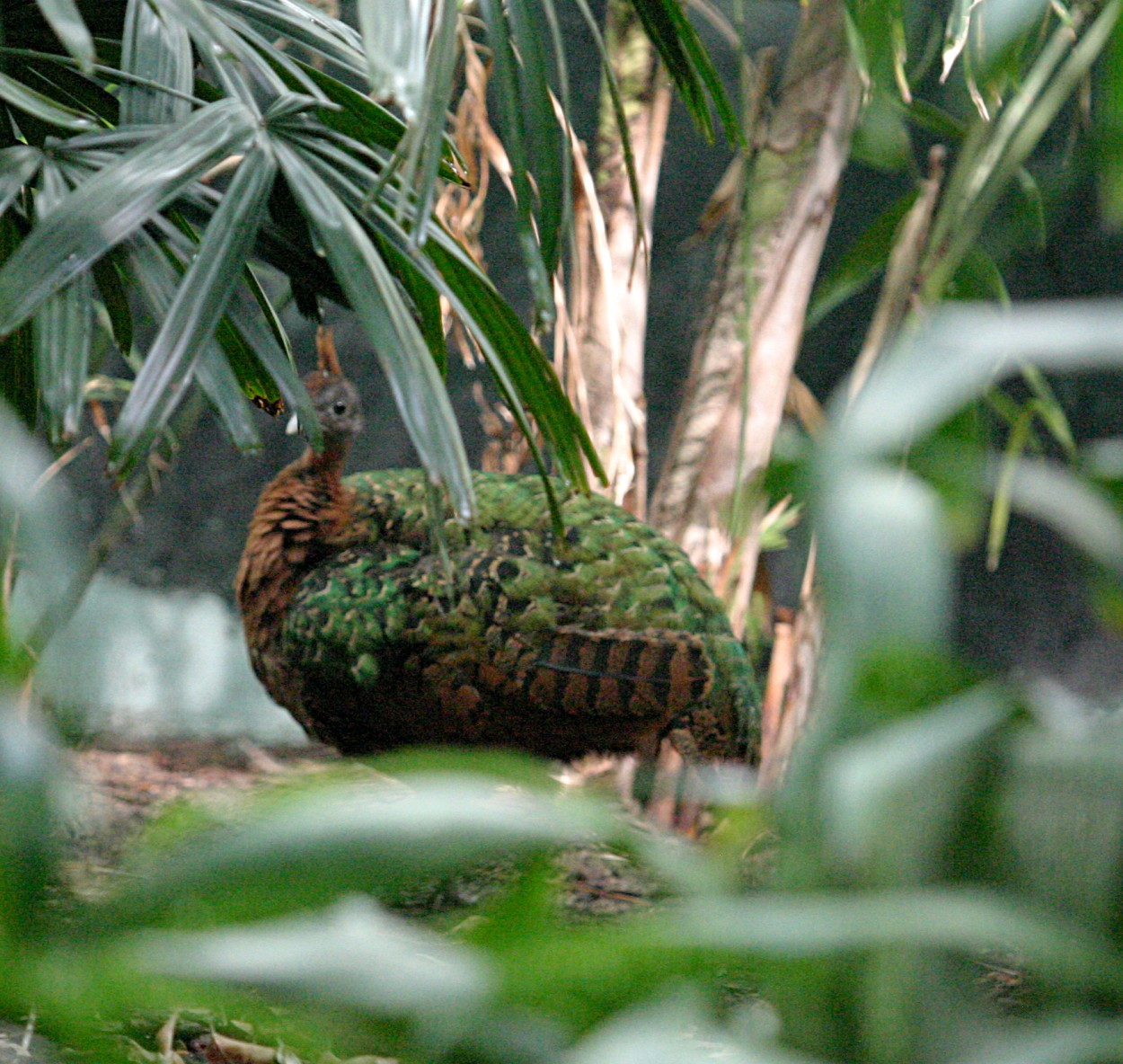
Con mái ở Milwaukee County Zoological Gardens
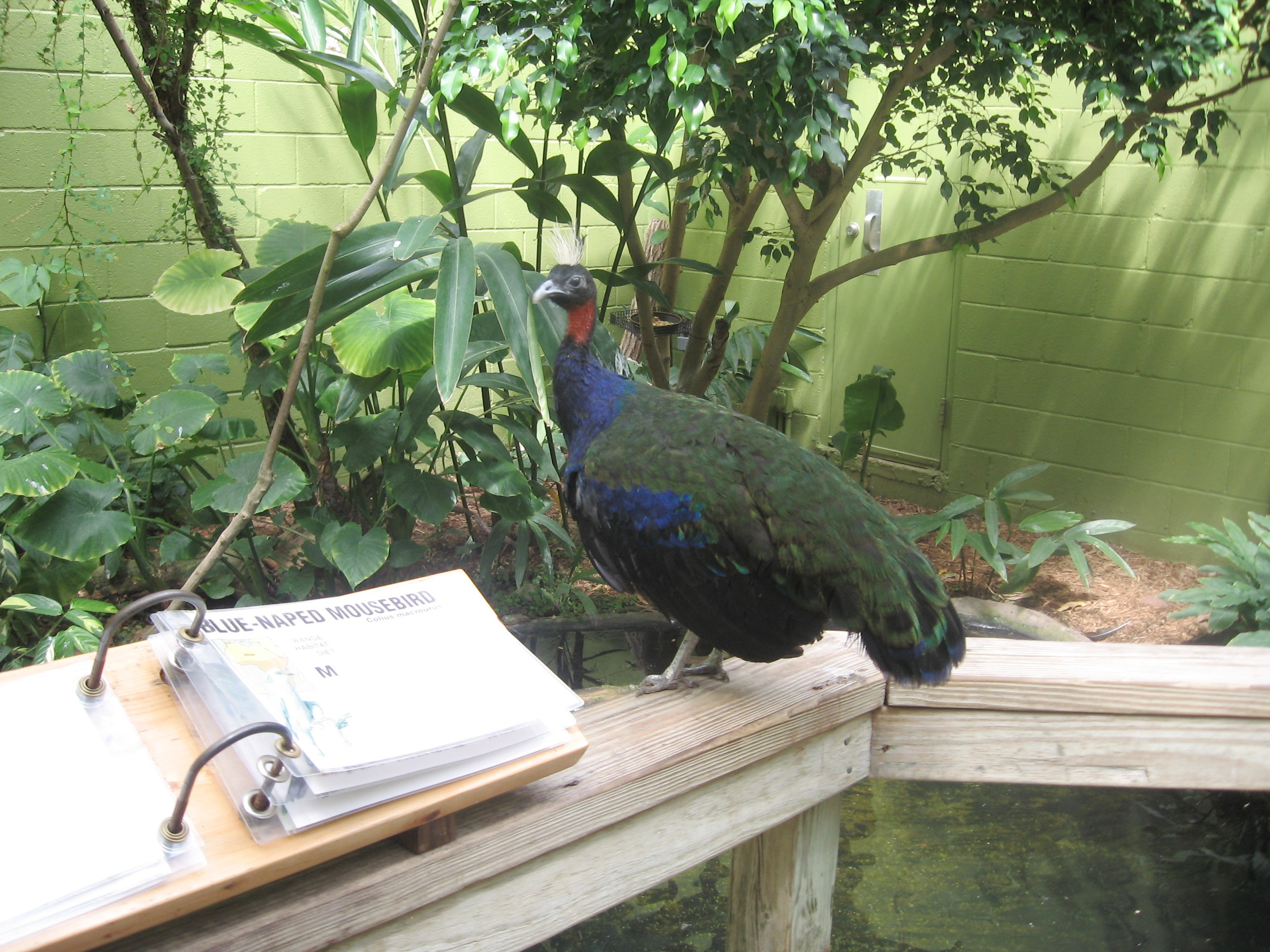
Con trống ở vườn thú Oklahoma
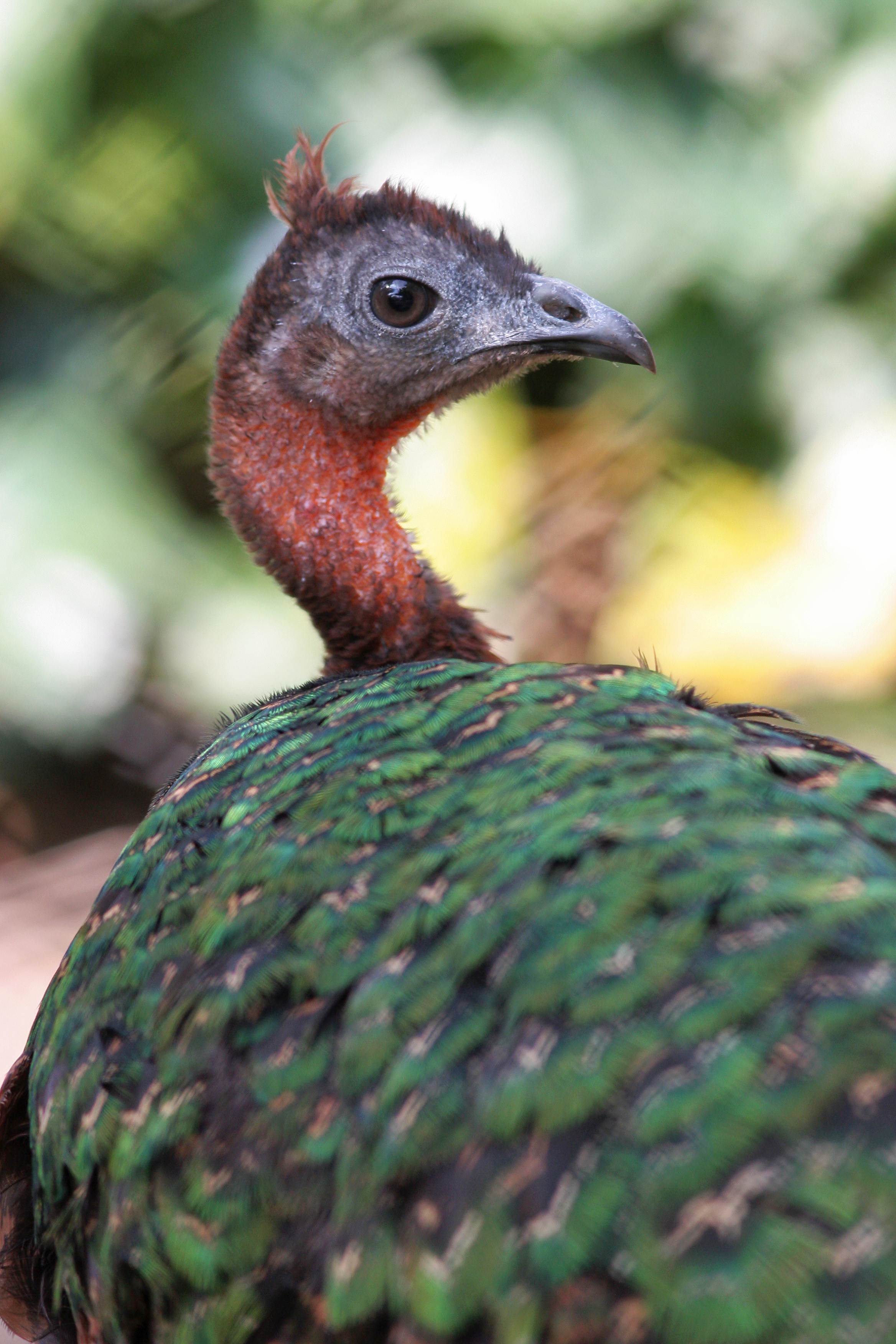
Mái